# Сенатский дворец
Сена́тский дворе́ц Московского Кремля — памятник архитектуры екатерининского классицизма, построенный по проекту русского архитектора Матвея Казакова в 1776—1787 годах. В нынешнее время является рабочей резиденцией президента России.

## История

### XVIII—XIX века

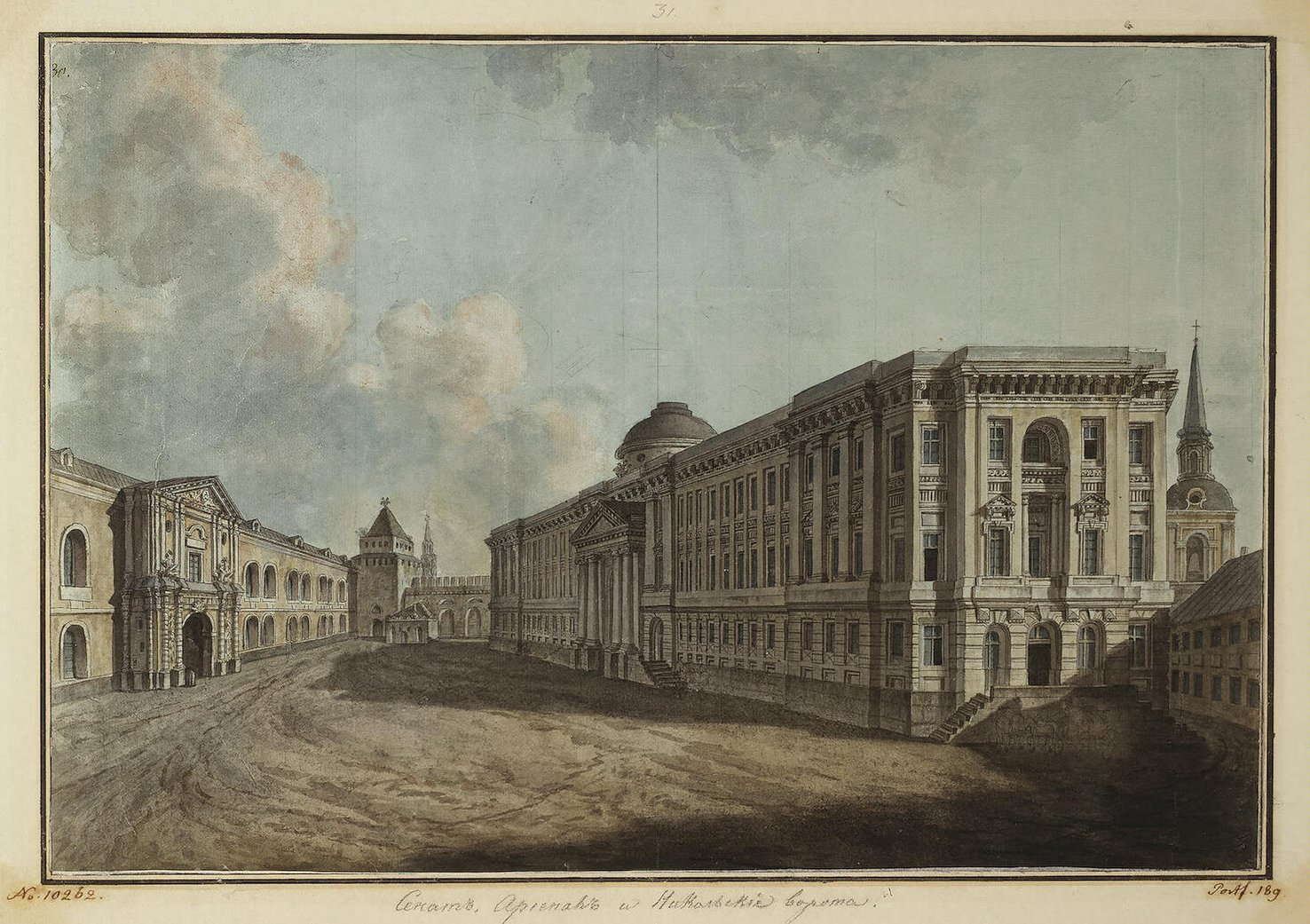
Сенатский дворец, 1800—1802

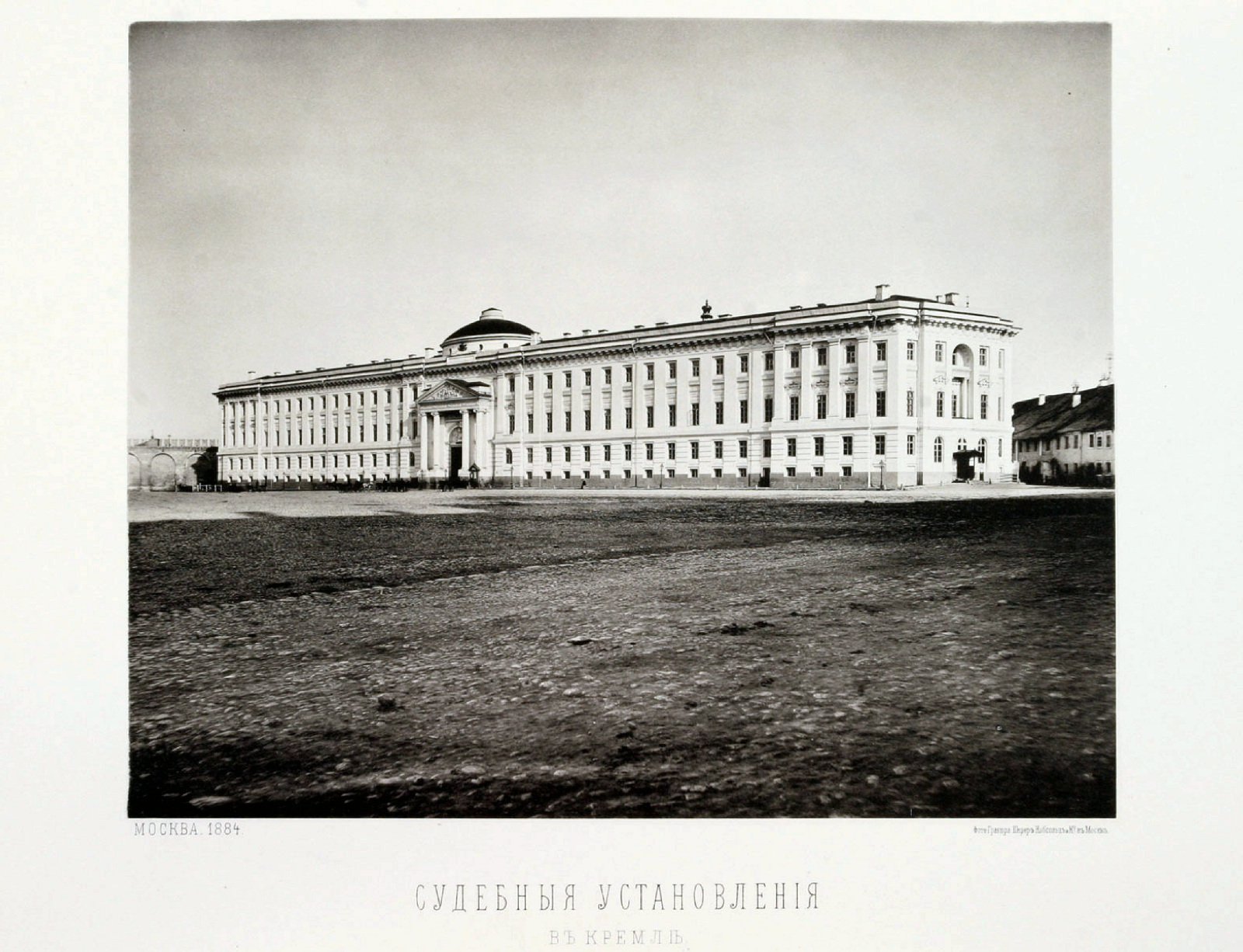
Фотография из альбома Николая Найдёнова, 1882

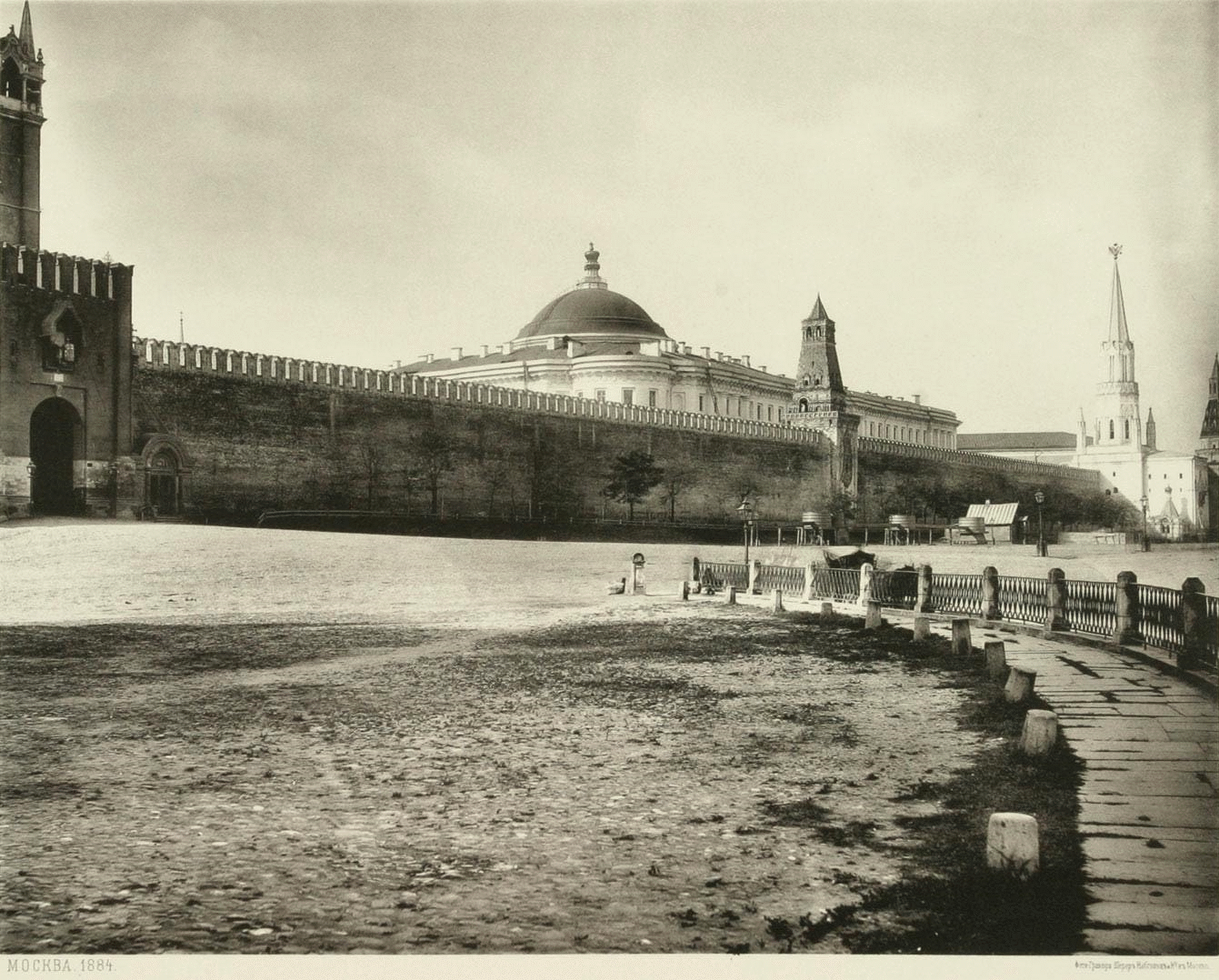
Сенатский дворец, вид с Красной площади, 1883

Строительство Сенатского дворца было начато в 1776 году по указу Екатерины II. Первоначально здание предназначалось для проведения собраний дворянства Московской губернии, но после разделения Сената на департаменты во дворце остались все, кроме судебного и ведающего правами дворян, которых перевели в Санкт-Петербург. Для возведения постройки у князей Трубецких и Барятинских выкупили их кремлёвские дворы и упразднили подворья монастырей. Выбранный участок имел треугольную форму и был неудобен для застройки: он находился между Кремлёвской стеной, зданием Цейхгауза и Чудовым монастырём. Проект был составлен Матвеем Казаковым. Смету на строительство Казакову помогал составлять Карл Бланк. Он же руководил строительством в 1777—1778 годах. Однако строительство шло вяло, и в 1778 году Казакова назначили руководить постройкой здания. В 1776—1786 годах Казаков несколько раз переделывал первоначальный проект. Сохранилось четыре комплекта авторских чертежей.
К середине XIX века здание пришло в упадок. Со времён Алексея Аракчеева его главный зал использовался то как мучной амбар, то как архив военного министерства. Только в 1865 году, в ходе подготовки судебной реформы, было принято решение разместить в здании органы нового гласного суда. Под руководством архитектора Константина Афанасьева была проведена реставрация и приспособление к публичному судоговорению. Дворец стал называться «зданием Московских судебных установлений». В нём расположились Окружной суд, Судебная палата, Межевая канцелярия и другие учреждения. Купол постройки венчал символ императорского правосудия — столб с царской короной и надписью «Закон».

### XX—XXI века

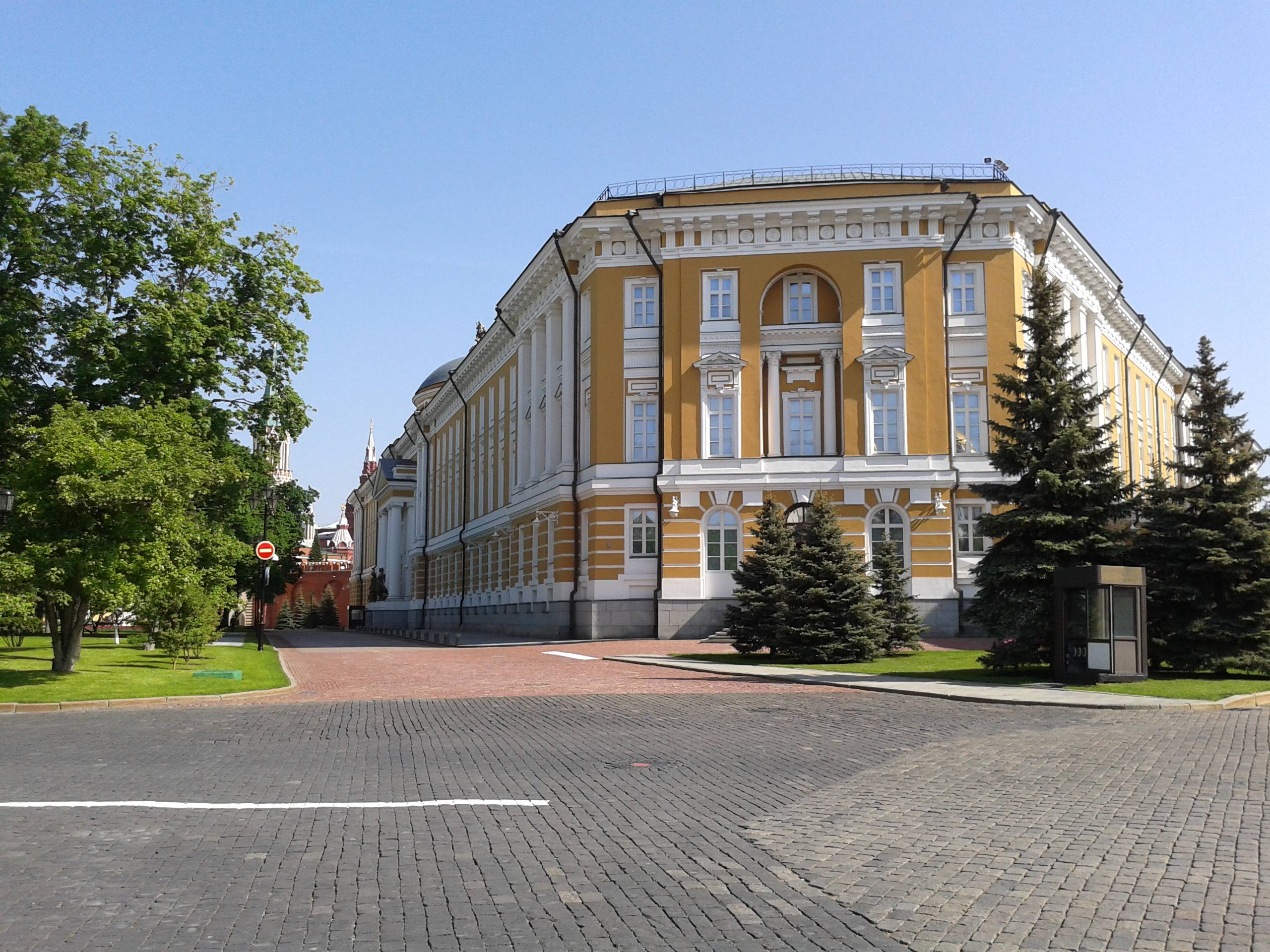
Сенатский дворец, 2014

В марте 1918 года в дворец переехал Владимир Ленин вместе с женой Надеждой Крупской и сестрой Марией Ульяновой, для которых устроили квартиру бывшего царского прокурора на третьем этаже в юго-западной части со стороны Сенатской площади. По соседству с ним заседали Политбюро и Совет народных комиссаров. Общая площадь апартаментов Ленина составляла 560 м². В 1955 году в бывшем кабинете Ленина устроили музей — «Кабинет и квартира В. И. Ленина в Кремле». Он соседствовал с помещениями Правительства СССР и насчитывал более 40 тысяч экспонатов. В 1994 году по распоряжению Правительства Российской Федерации в связи с реконструкцией здания Сената и размещением в нём резиденции президента России коллекцию передали в Государственный исторический музей-заповедник «Горки Ленинские».
После переезда советского правительства в 1918 году на место столба с короной установили флагшток с флагом Советской России. В здании разместились Совет народных комиссаров и Всероссийский центральный исполнительный комитет. В бывшем Екатерининском зале, получившем при советской власти название Свердловский в честь Якова Свердлова, проходило вручение премий, например Ленинских и национальных, собирались Пленумы ЦК КПСС, находился зал заседаний Политбюро ЦК КПСС.
В 1932 году пятикомнатную квартиру на первом этаже занял Иосиф Сталин. Через год в здании впервые сделали перепланировку, изменив интерьеры: стены, предположительно, обитые красной тканью, обшили дубовыми панелями, установили новые двери. Над квартирой Сталина находились его личный рабочий кабинет и Особый сектор ЦК ВКП(б). С правой стороны приёмной работали генерал-майор Александр Поскрёбышев и его заместитель Л. А. Логинов.
Во время Великой Отечественной войны во дворце располагались Государственный комитет обороны, аппарат Президиума Верховного Совета СССР и Совет народных комиссаров. После прихода к власти в 1953 году Никита Хрущёв устроил на третьем этаже дворца свой рабочий кабинет, занявший 100 м². В 1972-м в здании находились кабинеты Генерального секретаря ЦК КПСС и сотрудников Общего отдела ЦК КПСС, комната отдыха, малый кабинет, приёмная, Ореховая комната, зал заседаний Политбюро, архив и группа Особого сектора Общего отдела ЦК КПСС. В 1985 году во дворец переехал Михаил Горбачёв, для которого оборудовали новые апартаменты на третьем этаже.
25 декабря 1991 года место советского флага на куполе занял российский, который в 1994 году заменили президентским штандартом. В 1992 году началась реставрация здания. Исторический облик сохранили Екатерининский и Овальный залы, остальные были созданы заново в соответствии с первоначальным стилем Матвея Казакова. В результате реставрационных работ 1994—1996 годов в залах восстановили старинные горельефы, лепной декор карниза, фриза и капителей.
По состоянию на 2022 год дворец является рабочей резиденцией президента.
В ночь на 3 мая 2023 года на фоне вторжения России на Украину Кремль подвергся нападению беспилотников, в результате чего пострадала крыша Сенатского дворца.

## Архитектурные особенности

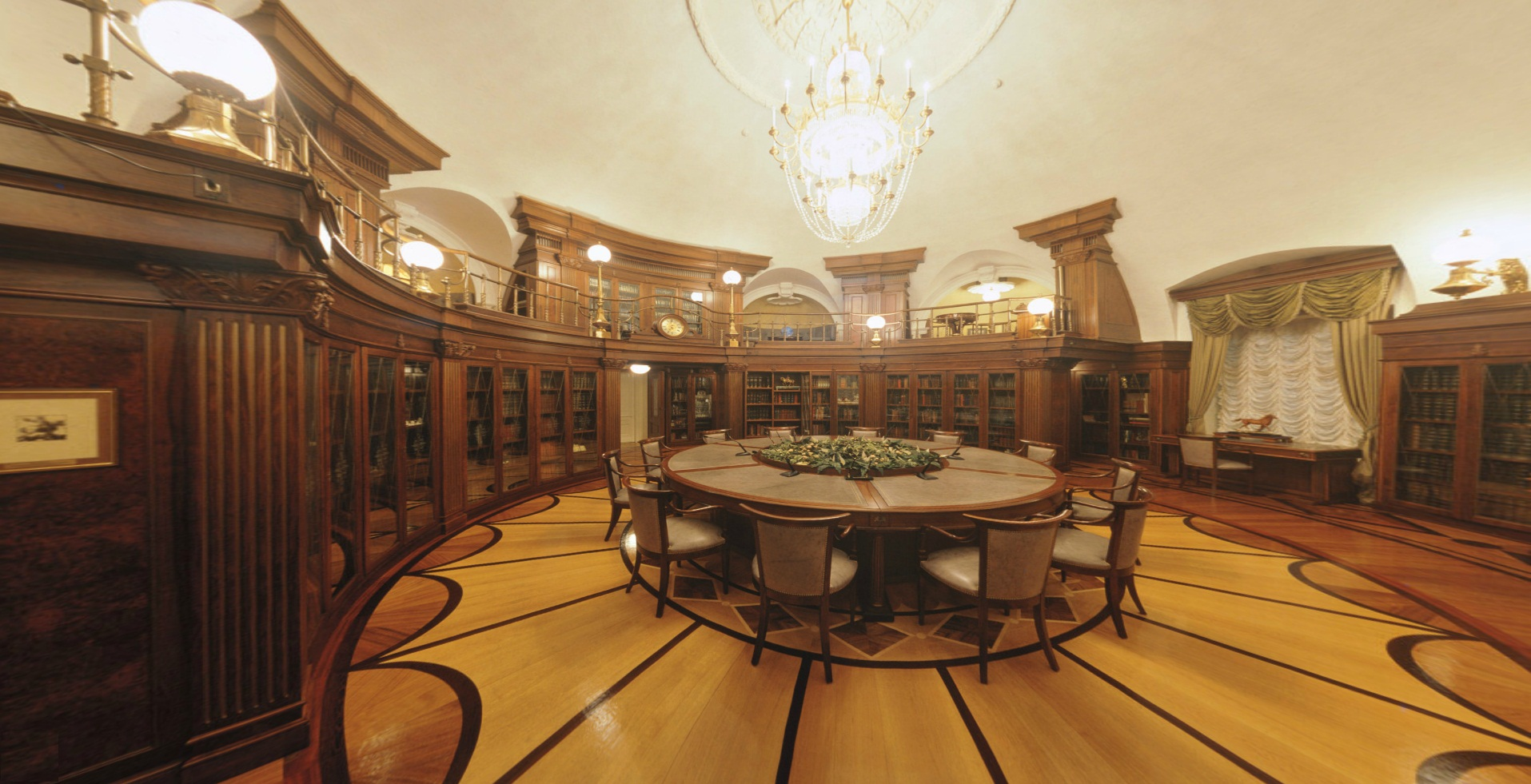
Президентская библиотека, 2012

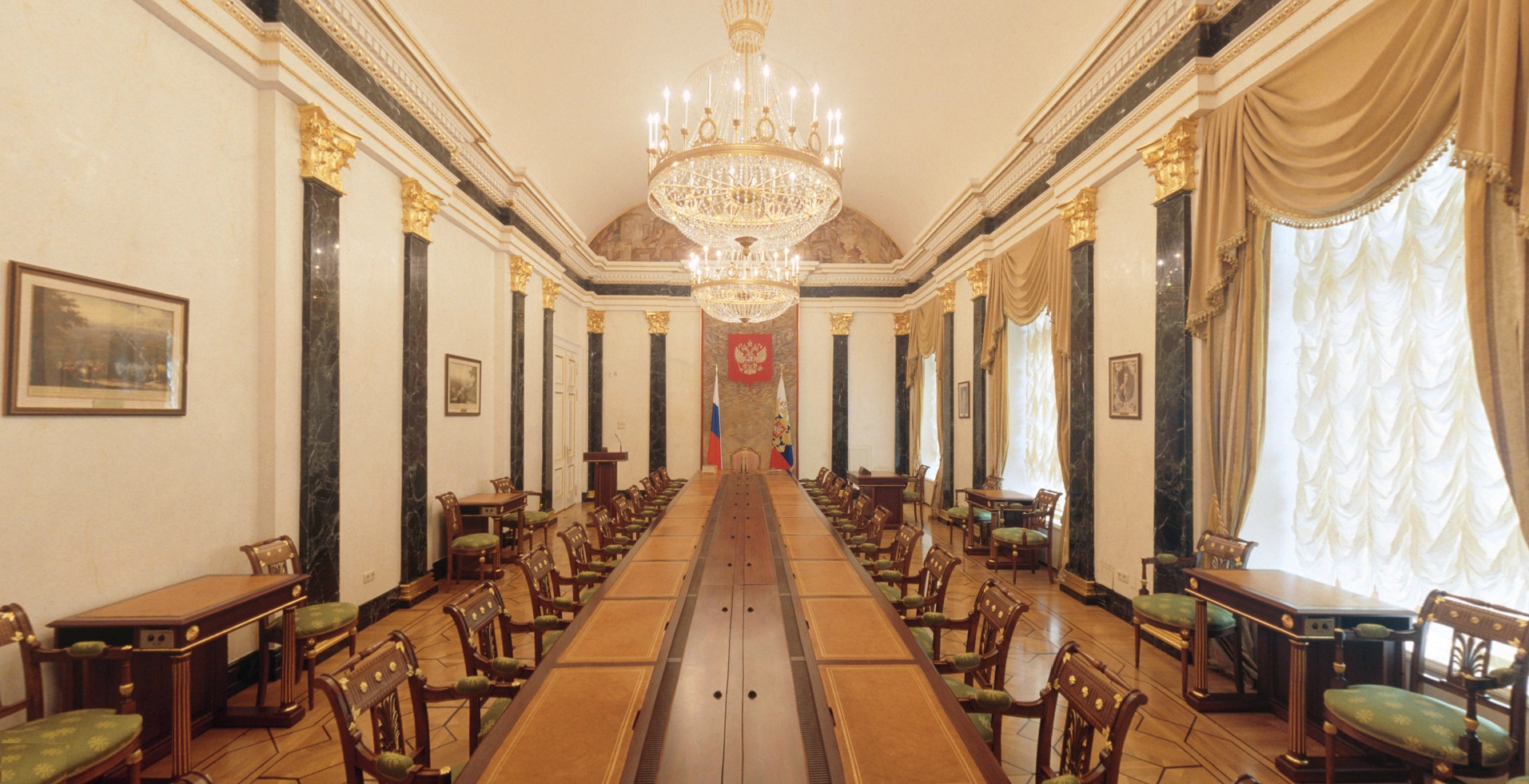
Зал заседаний Совета Безопасности России, 2012

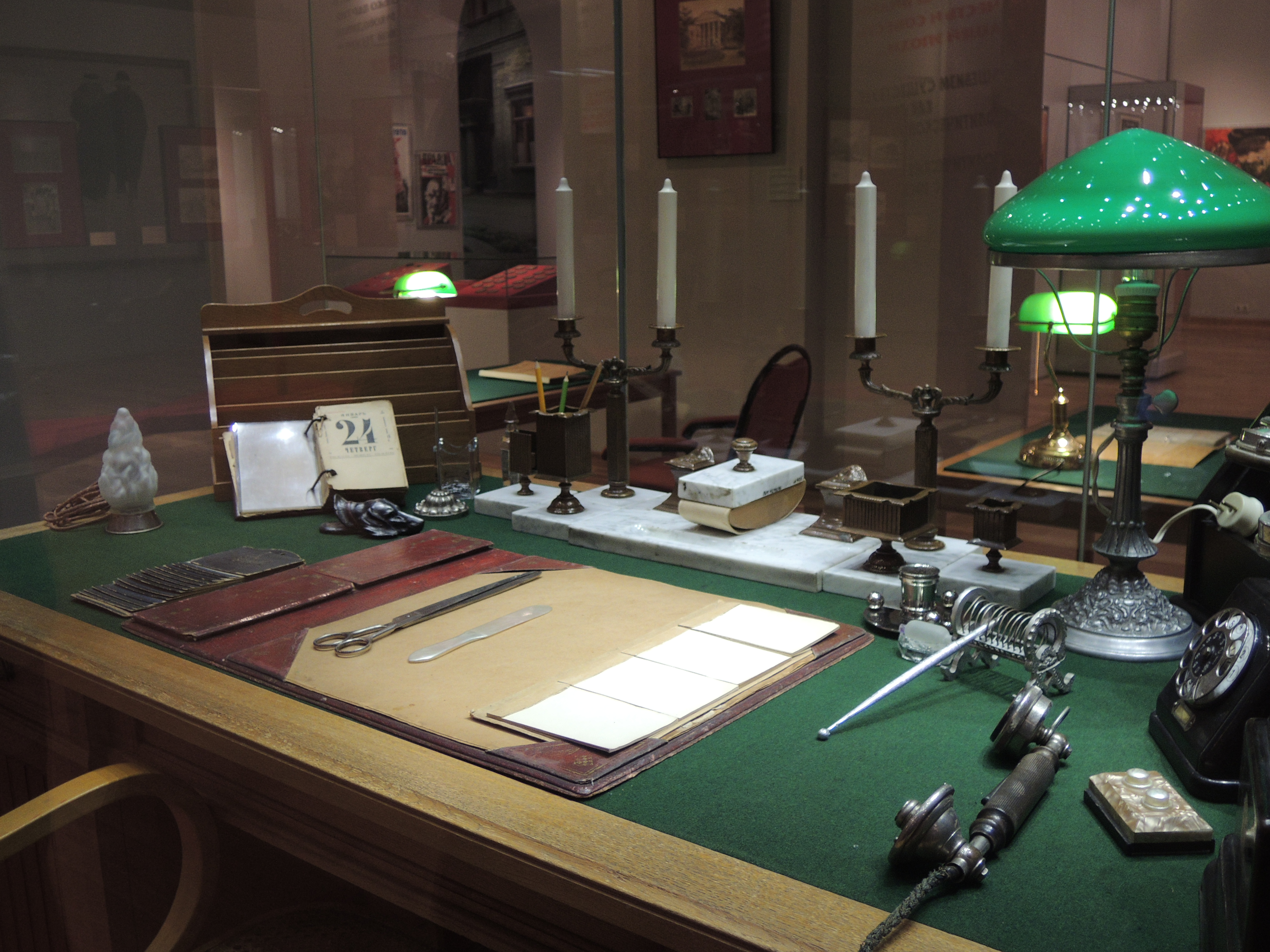
Экспозиция «Кабинет Ленина» в Государственном историческом музее, 2014

Сенатский дворец стал крупнейшим реализованным проектом Матвея Казакова. Согласно замыслу архитектора, здание должно было символизировать гражданские идеалы, законность и правосудие. Их воплощение он находил в классических формах античности. Этим объясняется лаконичность здания, с помощью которой Казаков хотел усилить архитектурную выразительность Красной площади как главной площади Москвы.
Сенатский дворец представляет собой трёхэтажную постройку, имеющую форму равнобедренного треугольника. Его внешний периметр составляет 450 метров, внутренний — 360. Наружные фасады здания имеют три ризалита, выделенных пилястрами дорического ордера. Первый и цокольный этажи рустованы, что придаёт зданию свойства монументальности и единства объёма. Углы сооружения срезаны и обработаны ризалитами, в решении которых использован мотив триумфальных арок, повторяющийся в центре всех трёх фасадов. Во внутренний двор со стороны Сенатской площади ведёт въездная арка с ионическим четырёхколонным портиком и фронтоном. Дворец венчает зелёный купол в виде полусферы, под которым расположен Екатерининский зал.
С наружной стороны на вершине купола до 1812 года находилась скульптурная конная группа, изображавшая Георгия Победоносца. Во время оккупации Москвы по распоряжению Наполеона статую сняли и увезли во Францию.

### Интерьеры
Резиденция президента состоит из двух частей: деловой и представительской. Деловая часть включает в себя рабочий и представительский кабинеты, зал заседаний Президентского совета, библиотеку, помещения Совета Безопасности. Представительская часть состоит из парадной анфилады залов, где проходят международные встречи и протокольные мероприятия. Все комнаты расположены вдоль наружных фасадов и соединены сквозными коридорами, идущими по периметру внутренних дворов.
Представительский кабинет президента, оформленный в бело-зелёных тонах, размещается в Овальном зале. В нём проводятся встречи и переговоры, вручаются государственные награды. Помещение украшает малахитовый камин, декорированный зеркалом с бронзовыми часами и канделябрами на каминной полке, а также четыре высокие скульптуры: Петра I, Екатерины II, Николая I и Александра II. Хрустальные люстры зала выполнены по рисункам Казакова.
В углублении внутреннего двора находится главный композиционный центр сооружения — Купольный зал Сената, или Екатерининский. Это один из обширнейших круглых залов Москвы: его диаметр составляет 25 метров, а высота 27 метров. Прежде он предназначался для дворянских собраний, проводившихся с целью выборов в органы самоуправления. Украшают зал 24 коринфские беломраморные колонны и барельефы в античном стиле. Простенки между окнами купольной части заполнены гипсовыми медальонами с барельефными изображениями русских князей и царей, выполненными с мраморных оригиналов скульптора Федота Шубина, первоначально созданных для Чесменского дворца под Санкт-Петербургом, а с середины XIX века украшающих здание Оружейной палаты. В простенках между колоннами установлены восемнадцать горельефных панно предположительно работы Гавриила Замараева на аллегорические сюжеты, сочинённые Гавриилом Державиным и Николаем Львовым. Они отражают государственную деятельность Екатерины II, прославляют законность, правосудие, просвещение. Вся декоративная лепнина выполнена И. Юстом, Арнольди и другими лепщиками. Свод купола украшен кессонами, придающими ему глубину. В зал ведёт Шохинская лестница, отделанная мрамором и гранитом. Её основание украшают два торшера, а пролёты — скульптуры богини правосудия Фемиды.
Рабочий кабинет президента выполнен в стиле классицизм с круглой ротондой, украшенной бронзовой люстрой. Рядом с ним расположена Голубая гостиная с бело-золотой мебелью. Зал аудиенции, выполненный в светлых тонах с позолотой, украшен портретами российских императоров, мрамором, камином классических форм. Завершает анфиладу представительских комнат Банкетный зал, выдержанный в светло-жёлтых и голубых тонах. Установленная в нём мебель была создана по сохранившимся чертежам XVIII столетия.
Каминный зал и Гостиная используются для проведения совещаний и подписания государственных документов. В Столовой проходят неофициальные завтраки и обеды, рабочие встречи президента России с руководителями различных государств. На третьем этаже северо-восточной части здания расположена Президентская библиотека. В книжных шкафах собраны энциклопедии, справочники, законодательные акты. В этом помещении хранится подлинный экземпляр Конституции Российской Федерации, на котором президенты приносят присягу во время вступления в должность.
| - Интерьеры, 2012 год - Шохинская лестница - Екатерининский зал - Представительский зал - Выставочный зал – геральдика |